# Tonadilla
Tonadilla – hiszpański gatunek literacko-muzyczny.
Nazwa tonadilla to zdrobnienie od słowa tonada. Przed XVIII wiekiem tonada była znana jako krótka pieśń z tekstem literackim, śpiewana przy akompaniamencie gitary. W XVIII wieku przystosowano ją do wykonywania na scenie jako tonadilla escénica, początkowo w formie piosenki wykonywanej w czasie intermedium lub na zakończenie przedstawienia. Z czasem rozwinęła się do śpiewanych dialogów lub krótkich sztuk wystawianych między aktami. Tonadilla największą popularnością cieszyła się w wieku XVIII, zaś na początku XIX wieku przestała być wykonywana. Tonadilla wykazywała wiele podobieństw z zarzuelą, aczkolwiek rozwijała się niezależnie od niej.